# すしいち!
『すしいち!』は、小川悦司による日本の漫画。江戸時代末期を舞台にした寿司漫画で、『コミック乱ツインズ』（リイド社）にて、2013年11月号より2017年7月号まで連載された。

## 概要
黒船来航から数年後の江戸を舞台に寿司屋が軒を連ねる「すし屋横丁」で腕をふるう江戸城の元御膳料理人でもあった天才寿司職人鯛介の活躍を描く。
ライターの甲斐祐樹は同じ寿司漫画の『将太の寿司』と比較し、将太がライバルの寿司職人たちと競い合って腕前を上げてゆくのと比較し、天才職人の握る寿司によって、心のすれ違った夫婦、心がばらばらの奉行所役人たちの心をまとめるといったようなヒューマンドラマ要素の強さを指摘。『美味しんぼ』初期や『ザ・シェフ』との類似性を指摘している。
これと合わせて、小川の前作である『中華一番!』にも見られた、派手な表現力、例えば、寿司を食べた人が美味さのあまりに裸になって巨大な魚にまたがる、自分が寿司ネタになる、寿司に抱かれるといった「美味さ」の表現手法も健在である。
2014年にコミックス1巻、2巻が発売された際には、寿司を握って実食するワークショップ「江戸前握り寿司入門講座」と小川を交えた食事会が開催された。また、2014年末には寿司職人養成スクール「東京すしアカデミー」の直営店である「すし・日本酒・炭火 誠寿司」で作中に登場する寿司を再現したコースを提供した。なお、東京すしアカデミーは本作の監修も行っている。

## 主な登場人物
菜の花寿司
寿司屋横町で最高位である「大関」の番付の寿司屋。
鯛介
元は江戸城の御膳料理人を務めていた武士で本名は生駒鯛介。15歳にして時の将軍から三つ葉葵の紋の入った包丁を賜っている。毒味などがあって、本当に美味い料理を将軍に食べさせることができない御膳料理人に疑問を抱き、料理を提供する前に温めなおすなどの工夫を行ったが、そのために上役と衝突し、御膳料理人を辞した。その後、菜の花寿司の先代・菜三と出会い、弟子入りする。
飄々とした性格だが寿司を握る際の腕前と独創性は確かなものを持つ。最終的には江ノ島でお凛に告白し、祝言を上げる事となる。
お凛
菜の花寿司の店主。亡き父・菜三の跡を継いで、菜の花寿司を存続させようと頑張っている。
卵焼きが得意であり、鯛介も「お凛の卵焼きでないとフワフワに仕上がらない」と評している。
江ノ島で追いかけてきた鯛介の告白に応じ、祝言を上げる事となる。
蛤吉
鯛介の弟子。左眉のあたりに傷がある。
刃傷沙汰を起こし人足寄せ場に送られていたことがある。そのため、まともな職に就けずにいたところ、奉行から菜の花寿司（鯛介）を紹介された。
最初のうちは寿司を握る腕前も未熟だったが、鯛介とお凛の祝言の際には鯛介がこれまで握ってきた寿司を確かに再現する腕前を身に付けていた。

華屋寿司
通称「與兵衛寿司」
寿司屋横丁の総元締でもある。
小泉與兵衛
実在の人物。握り寿司の考案者。御前試合の予選に勝ち残った4人に鰹のたたきの握り寿司を振る舞うが、その中でニンニクの代わりに玉葱を用いるなど、独創性も確かな傑物。
小泉龍児
與兵衛の次男で跡継ぎ候補。「神掌の龍児」と称される鯛介のライバル。冷静沈着で寿司を握る腕前も確か。
小泉精一郎
與兵衛の長男。寿司の腕前も龍児に劣っていたため、與兵衛からの覚えも良くなく、博打で身を持ち崩したこともあって勘当されている。

蛇の目寿司
白蛇のお万
女ながらに寿司職人を務める。御前試合のための寿司屋横丁内予選でも2位となる腕前。

はまぐり姉妹
寿司屋横丁で菜の花寿司の隣に構える弱小の店。
お滝とお咲の姉妹で主に貝をネタにした寿司を提供している。
“九頭龍”の伝七
五味のさらに上の「九つの味」を見分けると呼ばれている。寿司屋横丁の「味の番人」として味の落ちる寿司屋に引導を渡す。
顔に大きな傷がある。

## 書誌情報
- 小川悦司『すしいち!』リイド社〈SPコミックス〉、全8巻[5]。
  1. 2014年7月28日発売 ISBN 978-4-8458-4580-4
  2. 2014年1月/16日発売 ISBN 978-4-8458-4581-1
  3. 2015年7月13日発売 ISBN 978-4-8458-4582-8
  4. 2015年10月13日発売 ISBN 978-4-8458-4583-5
  5. 2016年3月29日発売 ISBN 978-4-8458-4584-2
  6. 2016年9月13日発売 ISBN 978-4-8458-4968-0
  7. 2017年3月13日発売 ISBN 978-4-8458-4969-7
  8. 2017年12月1日発売 ISBN 978-4-8458-4970-3